# Der Mann von Planet X
Der Mann von Planet X (Originaltitel The Man from Planet X) ist ein US-amerikanischer Science-Fiction-Film von 1951. Die Uraufführung fand am 9. März 1951 in San Francisco statt, in Deutschland wurde der Film erst 2022 auf Blu-Ray veröffentlicht. Obwohl ein B-Movie, sieht ihn Bill Warren wegen der nicht unsympathischen Darstellung des Außerirdischen als einen der besten unabhängig produzierten SF-Filme der 1950er Jahre an. 

## Handlung
Auf der schottischen Insel Burray auf den Orkney beobachtet Professor Elliot in seinem Privatobservatorium die Annäherung des Planeten X an die Erde. Wegen dieses ungewöhnlichen Ereignisses besucht ihn auch der ehemalige amerikanische Kampfpilot John Lawrence, den Elliot noch aus dem Zweiten Weltkrieg kennt und der nun als Journalist tätig ist. Aus dieser Zeit kennen sich auch Lawrence und Elliots Tochter Enid.
Im Moor der Insel landet ein zunächst unbekanntes Objekt, das sich als Raumschiff erweist. Der kleinwüchsige Raumfahrer wird von Elliot und Lawrence entdeckt, jedoch können sie nicht mit ihm kommunizieren. Offenbar stammt der Außerirdische vom Planeten X. Allerdings gelingt es dem skrupellosen und ehrgeizigen Dr. Mears, mit dem Raumfahrer in Kontakt zu treten. Mears will von dem Fremden wissen, woraus das Metall seines Raumschiffs besteht und foltert diesen, indem er ihm die Zufuhr zu seinem Atmungsgerät abdreht. Der Raumfahrer wird ohnmächtig, Mears hält ihn für tot und lässt ihn liegen.
Lawrence stellt fest, dass der Außerirdische sowie Elliots Tochter Enid und einige Dorfbewohner genauso verschwunden sind wie auch das Raumschiff. Die Telefonleitungen sind lahmgelegt, so dass keine Verbindung zum Festland hergestellt werden kann. Mit einem Heliograph kann Kontakt zu einem vorbeifahrenden Frachter aufgenommen werden, so dass Scotland Yard informiert werden kann. Als Inspektor Porter und Sergeant Ferris eintreffen und die Lage sondieren, beschließen sie, das Militär zu rufen, um das Raumschiff zu zerstören. Lawrence will jedoch die Zivilisten retten, die von dem Außerirdischen gefangen gehalten werden.
Es gelingt ihm, in das Schiff einzudringen. Hier erfährt  er von Mears, dass das Raumfahrzeug als Relaisstation genutzt werden soll, um Planet X zu evakuieren und eine Invasion auf der Erde durchzuführen, da der Himmelskörper stirbt. Lawrence gelingt es, die Gefangenen zum Verlassen des Raumschiffs zu bewegen. Er greift den Fremden an und schließt den Atmungsapparat. Zusammen mit Enid und dem Professor gelingt ihm die Flucht. Mears, der in das Raumschiff zurückkehrt, weil er besessen davon ist, das Rätsel des Metalls zu lösen, wird beim Beschuss durch das Militär getötet. Planet X dreht nach seiner Annäherung wieder von der Erde ab und verschwindet im All. Lawrence und Enid Elliot versuchen, den ersten Besuch eines Außerirdischen auf der Erde zu bewerten. Sie sind sich nicht sicher, ob der erste Kontakt negativ oder positiv angesehen werden kann.

## Synchronisation
Die deutsche Synchronfassung entstand 2022 bei City of Voices, Berlin. Elke Peinecke schrieb das Dialogbuch und Alexander Mahrle führte Regie.
| Figur               | Darsteller        | Deutscher Sprecher |
| ------------------- | ----------------- | ------------------ |
| John Lawrence       | Robert Clarke     | Heiko Akrap        |
| Enid Elliot         | Margaret Fields   | Stefanie Masnik    |
| Professor Elliot    | Raymond Bond      | Walter Alich       |
| Dr. Mears           | William Schallert | Nicolai Tegeler    |
| Tommy, ein Polizist | Roy Engel         | Dirc Simpson       |
| Dr. Robert Blane    | Gilbert Fallman   | Sven Brieger       |
| Inspektor Porter    | David Ormont      | Patrick Giese      |

## Produktionsnotizen
Der Film wurde im Dezember 1950 innerhalb von einer Woche in den Hal-Roach-Studios in Culver City, Kalifornien, gedreht. Dabei wurden die Kulissen des Films Johanna von Orleans von 1948 genutzt und durch den Einsatz von künstlichem Nebel verfremdet. Der Film wurde unabhängig produziert; die Kosten beliefen sich auf 51.000 US-Dollar, nach dem damaligen Wechselkurs ca. 200.000 Deutsche Mark.

## Kritik
Despite the low budget, the film has an unusual and luminous quality lifting it above other low-budget SF films of the period, although its style belongs to an earlier moviemaking tradition than THE DAY THE EARTH STOOD STILL and THE THING. It looks ten years older, blending the Germanic/Gothic visual style of classical horror films with a science fiction story … Thanks to Ulmer´s atmospheric direction and his unusual intelligent and sympathetic attitue toward the alien, THE MAN FROM PLANET X was one of the best of the low-budget independent SF films of the 1950s.
Warren, Keep Watching the Skies! S. 535–539.

## Veröffentlichung
Der Film erschien im Jahr 2001 in den USA auf DVD. In Deutschland wurde er erstmalig in deutscher Sprache am 28. Oktober 2022 von Ostalgica auf Blu-ray veröffentlicht. Er wurde auf nur 1000 Exemplare limitiert und erschien als Nr. 19 in der Classic Chiller Collection.

## Trivia
- Unbekannt ist, wer der Darsteller des Außerirdischen war.
- Drei Jahre später produzierten The Danzigers ebenfalls einen SF-Invasionsfilm, der in Schottland spielt, Devil Girl from Mars.